# Vliervlinder
De vliervlinder (Ourapteryx sambucaria) is een opvallend grote, lichtgekleurde spanner. 

## Kenmerken
De oogvlekken aan de punten van de achtervleugels wekken de indruk dat de kop aan de achterkant zit. De vleugels zijn tot 2,5 cm lang en bedekken het, bij de vrouwtjes dikke en bij de mannetjes slanke, achterlijf helemaal.

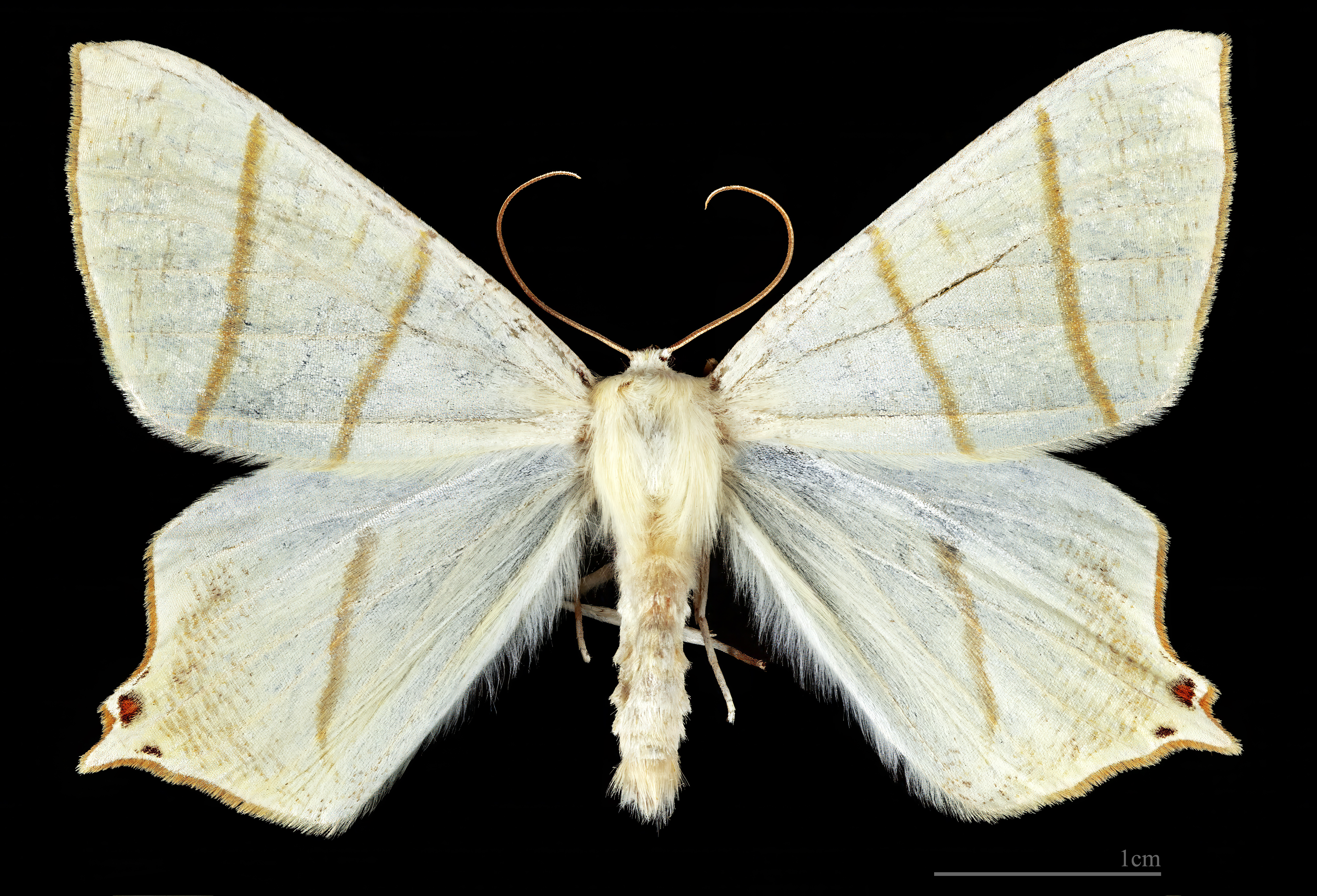
♂
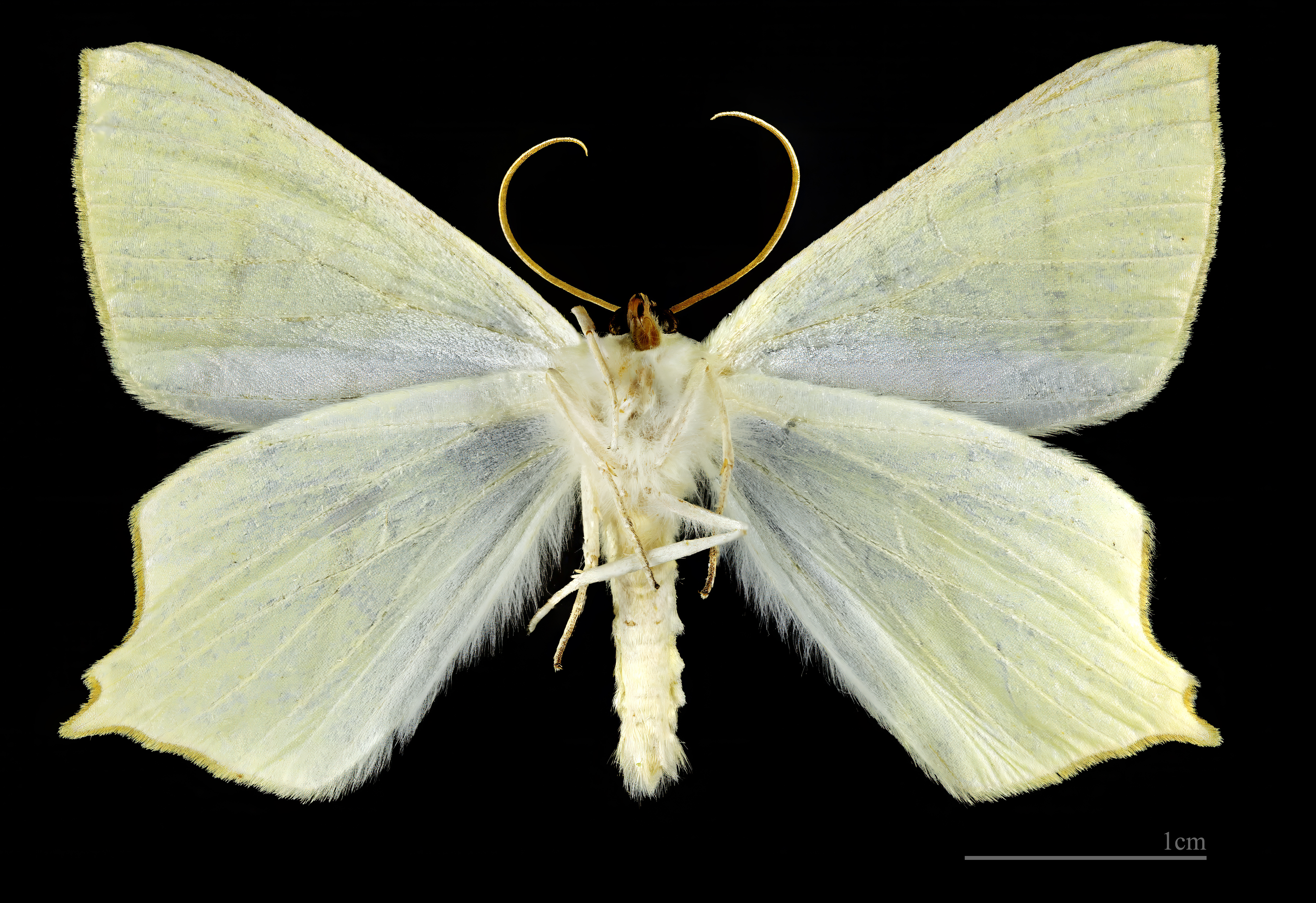
♂ △
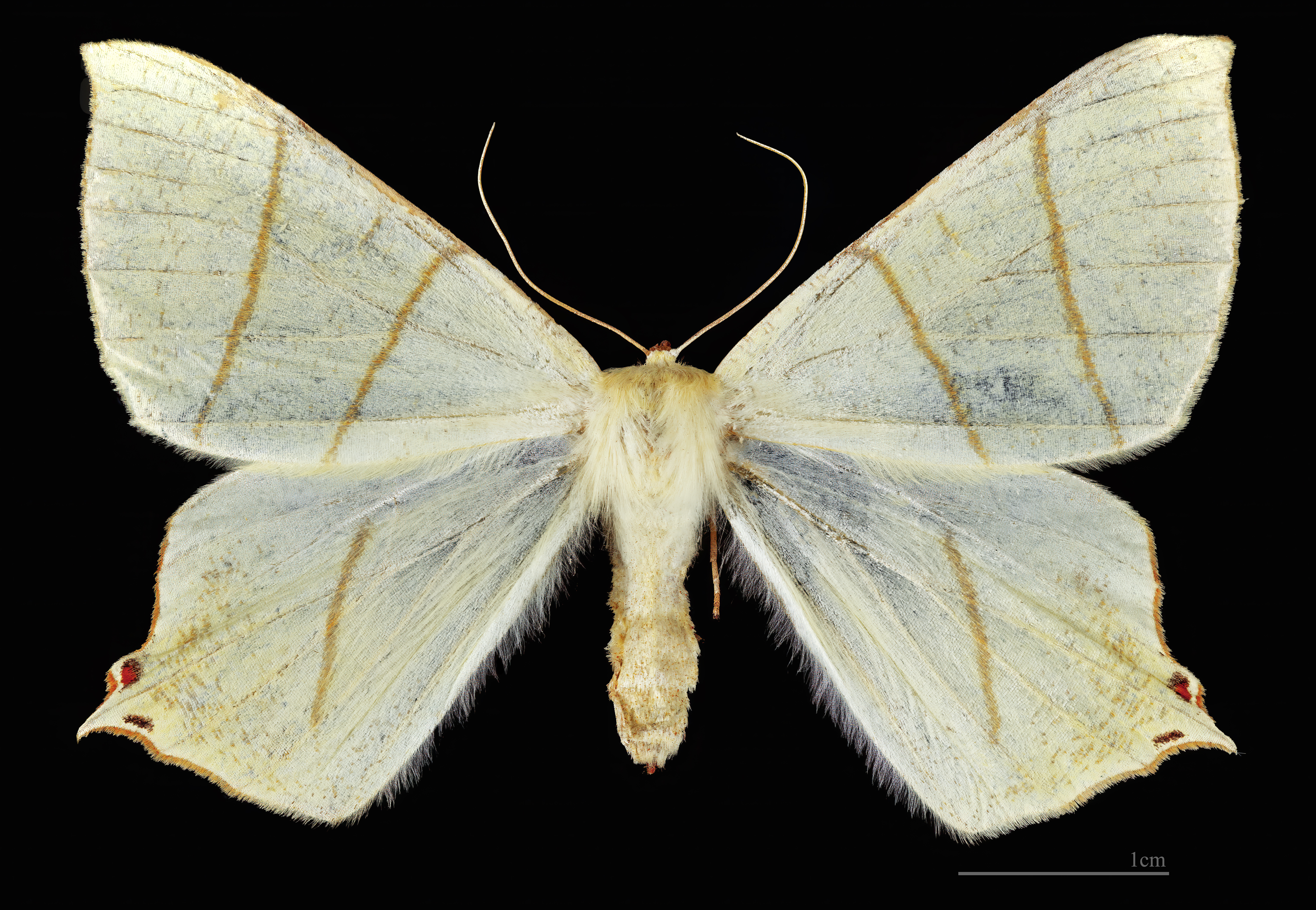
♀
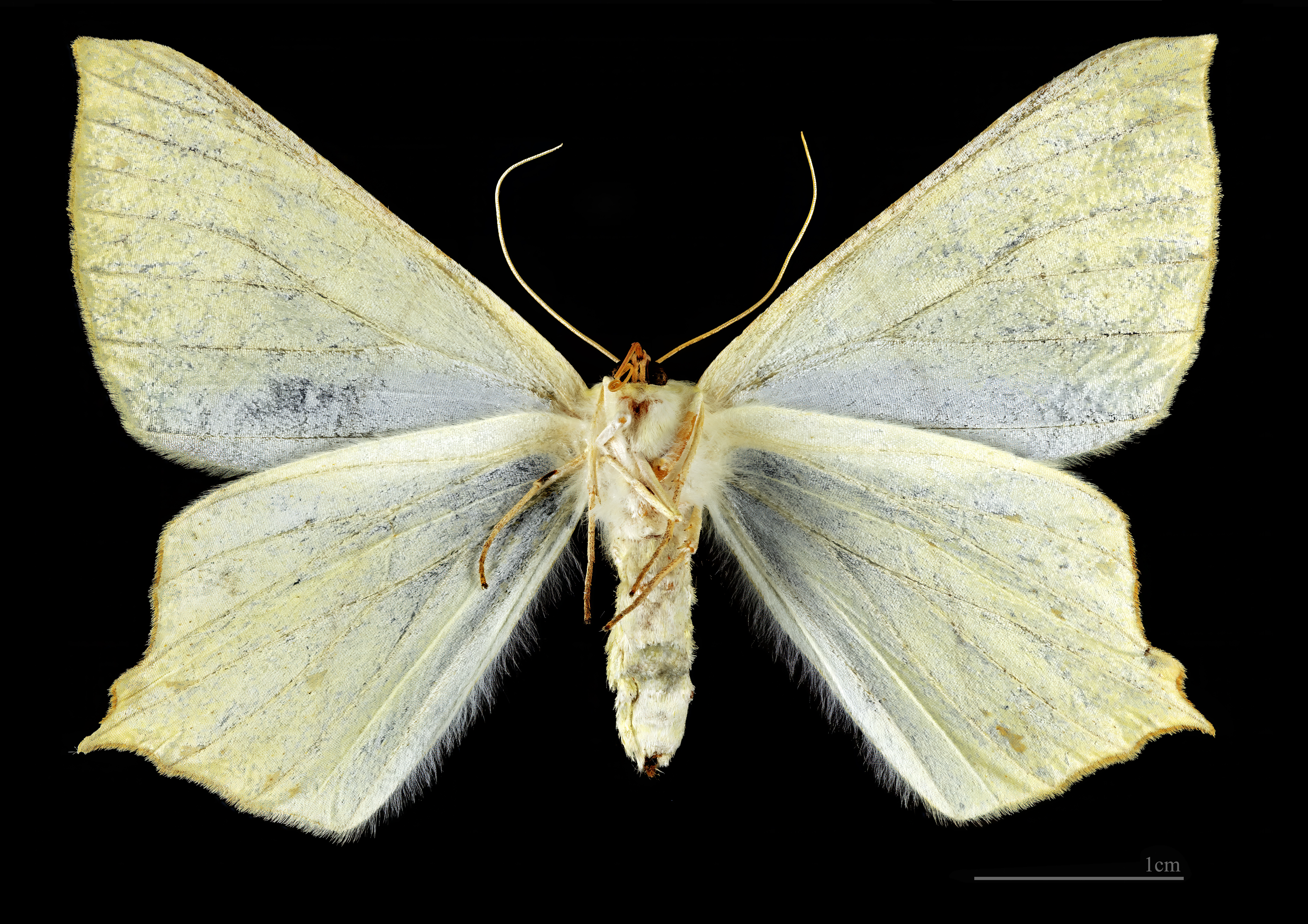
♀ △

## Voorkomen
De vliervlinder komt voor in Europa en in de gematigde gebieden van Azië en is in Nederland vrij algemeen voorkomend in tuinen, steden, parken, vochtige loofbossen met vlierstruiken of andere dichte struiken zoals bosrank. Hij is waar te nemen van juni tot en met augustus.

## Levenswijze
De vliervlinder rust overdag op schaduwrijke plekken en vliegt 's nachts. 
De eitjes worden in groepen aan de onderzijde van bladeren gelegd. De rups eet 's nachts met tussenpozen in de winter, voornamelijk van klimop. Overdag zitten zij op bladeren uitgestrekt in een grote hoek, hangend aan een zijden draad aan het hoofdeind en erg op een tak lijkend.

## De rups en zijn waardplanten
De waardplanten zijn sleedoorn, meidoorn, klimop, hulst, vlier, bosrank en liguster.
1. 1 2 3  Natuur in de stad (1987), pp. 140.
2. ↑  Fotopagina over Ourapteryx sambucaria, de Vliervlinder. www.gardensafari.nl. Geraadpleegd op 1 augustus 2022.